# لستيريات
اللستيريات هي عائلة من البكتيريا موجبة غرام. تكون الخلايا على شكل عصيات قصيرة وتستطيع تكوين خيوط. وهي تعد بكتيريا هوائية أو لا هوائية اختيارية. وهي لا تكون أبواغ. وهي تسبب داء الليستريات لدى البشر والحيوانات.